# Bozai Ágota
Bozai Ágota (Siófok, 1965 –) műfordító, író, újságíró.
A Kolozsvári Egyetem filológia szakán szerzett mesterdiplomát. PhD-dolgozatát az angol irodalomról írta, és kreatív írást tanít az ELTE-n, Budapesten. James Joyce Finnegan's Wake fordításáról védte meg diplomamunkáját. Újságíróként, regényíróként és tanárként is dolgozik. Jelenleg angol nyelvű könyvek irodalmi fordítója különböző magyarországi kiadóknak.
Első regénye, A perzsa díván(y), önéletrajzi beszámoló volt boldogtalan házasságáról egy iráni diákkal, akivel az egyetemen ismerkedett meg. Bozai első regényét úgy jellemezték, mint „szatirikus beszámolót arról, hogy mi történt a kelet-európai országokban, amikor a korábban szovjet irányítás alatt álló kormányok hamvaiból »mindenáron kapitalizmus« támadt”.
Második regénye, a Tranzit glória (1999; németül Err is goettlich címmel 2001-ben, angolul To Err is Divine címmel 2004-ben jelent meg) egy középkorú tanárnőt, Anna Levayt írja le, aki ateista, de csodás képességekre tesz szert. Philip Landon a Washington Post Book Worldben kijelentette, hogy Bozai „szatírát írt az 1990-es évek groteszk opportunizmusáról, amikor a kommunista rezsim egykori lakájai felfedezték a kapitalizmus örömeit”. A regényt „Swifthez méltó szatirikus elbeszélésként” is emlegették. A regény bestseller lett Magyarországon és Németországban, mielőtt 2004-ben angolul is megjelent.
További regényei közé tartozik a  Mi az ábra? (2003) és a A szerelmetlen város (2004).

## Könyvei
- Perzsa díván(y) (Jelenetek egy magyar-iráni házasságból) – Európa, Budapest, 1998 · ISBN 9630762870
- Tranzit glória (Bozai-trilógia 1.) – Tiszatáj Alapítvány, Szeged, 1999 (Tiszatáj könyvek) · ISBN 9638496053
  - Irren ist göttlich – Kremayr & Scheriau(wd), Wien, 2000 · ISBN 3-218-00686-4 · fordította: Christina Kunze
  - – Magyar Könyvklub, Budapest, 2002 · ISBN 9635476337
  - To Err is Divine (Tévedni isteni dolog) – Counterpoint, New York, 2004 · ISBN 1-5824-3277-5 · fordította: David Kramer
  - Tranzit glorija – Plato Books B&S, Beograd, 2012 · ISBN 978-86-447-0621-2 · fordította: Sandra Buljanović
- Mi az ábra? (Bozai-trilógia 2.) – Magyar Könyvklub, Budapest, 2003 · ISBN 9635478674
- A szerelmetlen város (Bozai-trilógia 3.) – Magyar Könyvklub, Budapest, 2004 · ISBN 9635490917
- "Agyag, köd, víz, patina", "Filmszakadás" in Éjszakai állatkert (Kitakart Psyché 1.) – Artizánok / Jonathan Miller, Budapest, 2005 · ISBN 9638678593